# Acesol Tucán
El Club Acesol Tucan Futbol Sala fue un equipo español de fútbol sala de Mieres (Asturias) fundado en 1992 y desaparecido en 2009. En la temporada 2007/2008 jugó en la Segunda División de fútbol sala.